# سیارک ۱۵۶۷۳
سیارک ۱۵۶۷۳ (به انگلیسی: 15673 Chetaev، نامگذاری:1978PV2) پانزده هزار و ششصد و هفتاد و سومین سیارک کشف شده‌است که در ۸ اوت ۱۹۷۸ کشف شد.
قدر مطلق سیارک برابر ۲۰.۴ است.